# Realisme màgic
El realisme màgic és un moviment del segle XX que consisteix a introduir elements sobrenaturals i fantàstics enmig de pintures o narracions de caràcter realista sense fer palès el canvi de món o registre, de tal manera que queden incorporats a la quotidianitat dels personatges. Es caracteritza per la precisió quasi fotogràfica del realisme en un context pictòric o narratiu que estranya.
Conegut també com a post-expressionisme, s'inicià en la pintura vers el 1920 amb l'obra de Giorgio De Chirico, la segona etapa de producció de C. Carrà i el grup Valori Plastici, fou continuat per Roy i René Magritte, Paul Delvaux, Otto Dix i Balthus. Va fer furor als Estats Units als anys 1930-40.
En la literatura, el terme prové de Massimo Bontempelli. En les obres literàries d'aquest moviment hi ha una gran presència d'imatges líriques, del recurs de la sinestèsia i descripcions subjectives de la realitat, que ajuden a desdibuixar les fronteres entre l'existent i la fantasia, ja que determinats elements només són versemblants pel punt de vista adoptat pel narrador o per l'atmosfera de somni general. En aquest marc té una especial rellevància la mort, que no suposa un final sinó una fase més, perquè moltes criatures mortes interaccionen amb normalitat amb la resta de personatges.
El gènere és particularment rellevant entre autors llatinoamericans com Gabriel García Márquez, Rómulo Gallegos, Juan Rulfo, Laura Esquivel i Isabel Allende; Alejo Carpentier anomenà «lo real maravilloso» la seva pròpia versió (genuïnament llatinoamericana) del realisme màgic. Entre els autors destacats del gènere s'hi troben també Ernst Theodor Amadeus Hoffmann, Gustav Meyrink, Alain Fournier, Henry Rider Haggard o Pere Calders i Joan Perucho.